# Luxembourg–Blankenberge Express
De Luxembourg–Blankenberge Express was van 1978 tot en met 2016 een gecharterde seizoenstrein tijdens de zomermaanden juli en augustus. 
Vanuit Luxemburg werd er rechtstreeks naar de Belgische kust gespoord, met stops in Aarlen, Brugge en Blankenberge. Iedere zondag en op feestdagen was er vanuit Luxemburg 's ochtends een rit heen, en 's avonds een rit terug. Aan boord was een restauratierijtuig of bar/disco aanwezig. 
De Luxembourg–Blankenberge Express werd door de NMBS en CFL gereden in opdracht van de Groupement des Amis du Rail, die de trein charterde in samenwerking met de CFL. De trein was exclusief voorbehouden aan mensen met gereserveerde tickets.
In 2017, 2018 en 2019 kon de trein niet uitrijden door werken aan het spoor in België en het Groothertogdom Luxemburg. De treindienst werd daarna niet meer heropgestart. 

## Route en dienstregeling
| HEEN↓ | land      | station      | ↑TERUG |
| ----- | --------- | ------------ | ------ |
| 6:56  | Luxemburg | Luxembourg   | 22:13  |
| 7:20  | België    | Arlon        | 21:51  |
| 10:38 | België    | Brugge       | 18:32  |
| 10:56 | België    | Blankenberge | 18:16  |